# Liste der Biografien/Heib
Liste der Biografien |
Portal Biografien |
Personensuche
# |
A |
B |
C |
D |
E |
F |
G |
H |
I |
J |
K |
L |
M |
N |
O |
P |
Q |
R |
S |
T |
U |
V |
W |
X |
Y |
Z |
?
 
Ha |
Hd |
He |
Hi |
Hj |
Hk |
Hl |
Hm |
Hn |
Ho |
Hr |
Hs |
Ht |
Hu |
Hv |
Hw |
Hy
 
Hea |
Heb |
Hec |
Hed |
Hee |
Hef |
Heg |
Heh |
Hei |
Hej |
Hek |
Hel |
Hem |
Hen |
Heo |
Hep |
Heq |
Her |
Hes |
Het |
Heu |
Hev |
Hew |
Hex |
Hey |
Hez
 
Heia |
Heib |
Heic |
Heid |
Heie |
Heif |
Heig |
Heij |
Heik |
Heil |
Heim |
Hein |
Heip |
Heir |
Heis |
Heit |
Heix |
Heiz
Die Liste der Biografien führt alle Personen auf, die in der deutschsprachigen Wikipedia einen Artikel haben. Dieses ist eine Teilliste mit 37 Einträgen von Personen, deren Namen mit den Buchstaben „Heib“ beginnt.

## Heib
- Heib, Alexander (* 1987), deutscher Handballspieler
- Heib, Dagmar (* 1963), deutsche Politikerin (CDU), MdLDagmar Heib (* 1963)

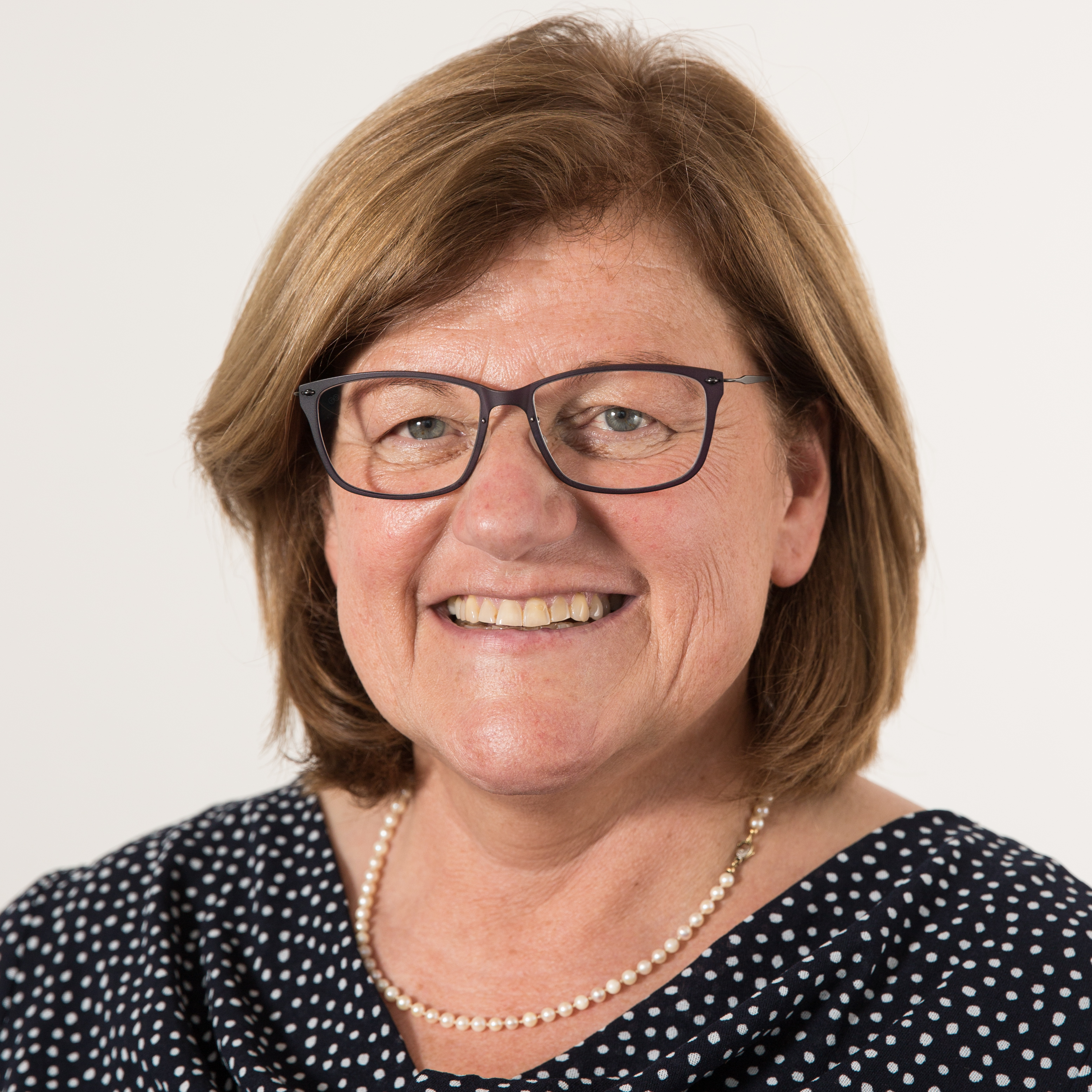
Dagmar Heib (* 1963)

- Heib, Marina (* 1960), deutsche Schriftstellerin

### Heiba
- Heibach, Astrid (* 1949), deutsche Filmemacherin
- Heibach, Hans (1918–1970), deutscher Fußballspieler

### Heibe
- Heibel, Axel (* 1943), deutscher Objektkünstler
- Heibel, Hermann (1912–1941), deutscher Schwimmer
- Heibel, Wilhelm (1892–1984), deutscher Politiker (Zentrum, CDU), MdL Württemberg-Baden
- Heiber, Erwin (* 1956), deutscher Boxer
- Heiber, Heinz (1928–2003), deutscher Bildhauer
- Heiber, Helmut (1924–2003), deutscher Historiker und langjähriger Mitarbeiter des Instituts für Zeitgeschichte in München
- Heiber, Karl (1903–1983), deutscher Politiker (SPD), MdBB
- Heiberg, Asta (1817–1904), deutsche Schriftstellerin
- Heiberg, Astrid N. (1936–2020), norwegische Psychiaterin und Politikerin (Høyre), Mitglied des Storting
- Heiberg, Axel (1848–1932), norwegischer Geschäftsmann und Mäzen
- Heiberg, Carl Friedrich (1796–1872), deutscher Rechtsanwalt, Politiker und Buch- und Musikalienhändler
- Heiberg, Elvin R. III (1932–2013), US-amerikanischer Offizier, Generalleutnant der US-Army
- Heiberg, Erik (1916–1996), norwegischer Segler
- Heiberg, Gerhard (* 1939), norwegischer Geschäftsmann und Sportfunktionär
- Heiberg, Gunnar (1857–1929), norwegischer Dramatiker und Journalist
- Heiberg, Hermann (1840–1910), deutscher Schriftsteller
- Heiberg, Johan Ludvig (1791–1860), dänischer Dichter und Kritiker
- Heiberg, Johan Ludvig (1854–1928), dänischer Mathematikhistoriker und Philologe
- Heiberg, Johanne Luise (1812–1890), Schauspielerin in Kopenhagen während des Goldenen Zeitalters von Dänemark
- Heiberg, Julius (1846–1919), deutscher Staatsanwalt und Bürgermeister von Schleswig
- Heiberg, Kirsten (1907–1976), norwegische Sängerin und SchauspielerinKirsten Heiberg (1907–1976)

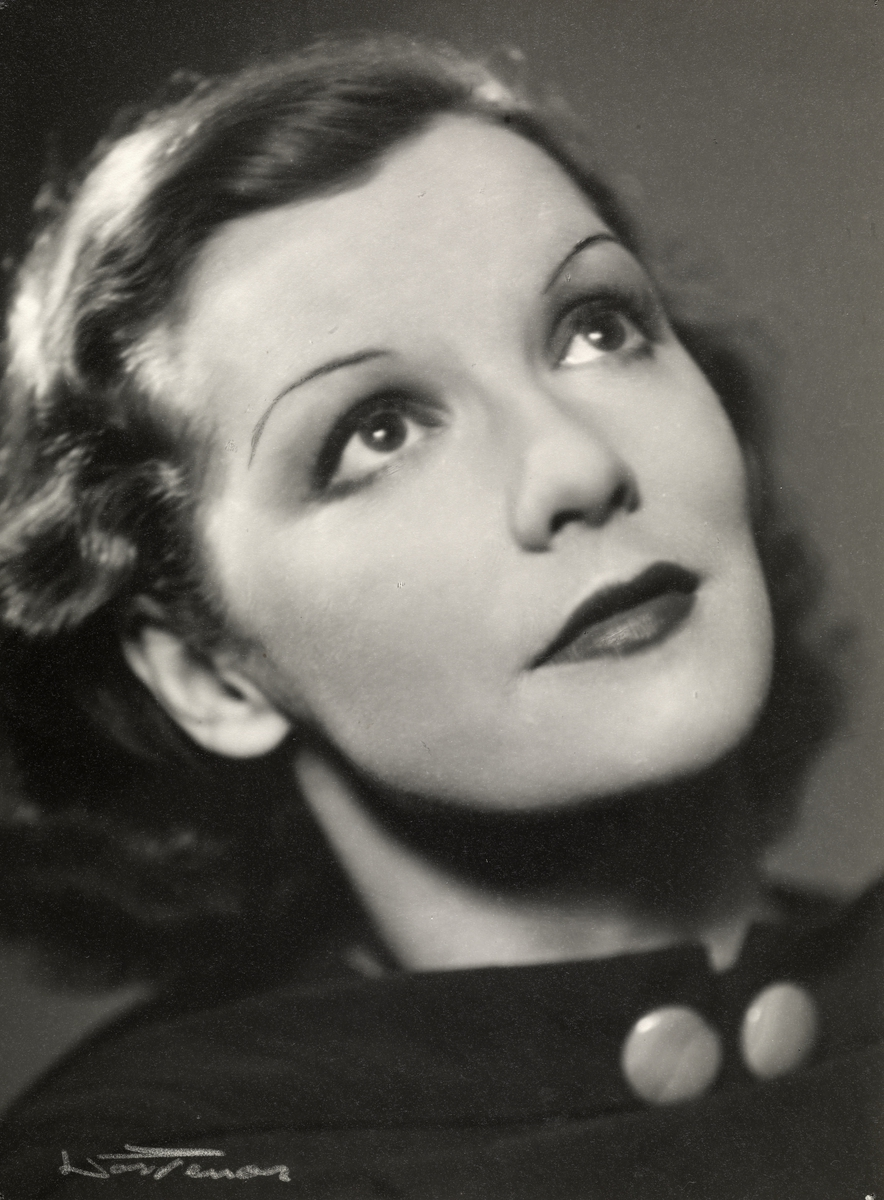
Kirsten Heiberg (1907–1976)

- Heiberg, Marianne (1945–2004), norwegische Sozialwissenschaftlerin und Nahostexpertin
- Heiberg, Marie (1890–1942), estnische Schriftstellerin
- Heiberg, Peter Andreas (1758–1841), dänischer Satiriker
- Heiberg, Signe (* 1988), dänische Opernsängerin (Sopran)
- Heibert, Frank (* 1960), deutscher Übersetzer, Autor und Musiker

### Heibg
- Heibges, Stephan (1888–1938), deutscher Altphilologe und Gymnasiallehrer
- Heibges, Wolfgang (1922–2005), deutscher U-Boot-Kommandant

### Heibi
- Heibich, Walter (1910–1969), deutscher Wirtschaftsfunktionär in der DDR

### Heibl
- Heibl, Marco (* 1998), österreichischer Fußballspieler
- Heibl, Otto (* 1939), österreichischer Betriebsrat, Gewerkschafter und Politiker, Landtagsabgeordneter der Steiermark
- Heiblum, Moti (* 1947), israelischer Physiker